# Pellifronia
Pellifronia é um gênero de gastrópodes pertencente a família Terebridae.

## Espécies
- Pellifronia brianhayesi (Terryn & Sprague, 2008)
- Pellifronia jungi (K.-Y. Lai, 2001)